# Бакърен овчи нос
Бакъреният овчи нос (Chroogomphus rutilus) е вид ядлива базидиева гъба от семейство Gomphidiaceae.

## Описание
Шапката достига 12 cm в диаметър, на цвят е виненочервена или медена, много често със сиво-виолетов оттенък. Повърхността ѝ е със заоблена гърбица в средата, гладка, гола, леко лепкава и слизеста във влажно време. Пънчето достига дължина 10 cm и е цилиндрично, постепенно изтъняващо в посока на основата. Към основата е жълтеникаво, а в горната част образува лилавеещо до почти черно влакнесто пръстенче. Месото ѝ е плътно, оранжево-жълто до оранжево-червено на цвят, а след изсушаване става виненочервено. То е с приятен вкус и е подходящо за сушене и консервиране. Не е научно установено дали този вид гъба има вредни за здравето последици.

## Местообитание
Среща се през юли – октомври в иглолистни гори, главно борови. Расте на групи, често много изобилно.